# Ostrava Open Challenger 2024
L'Ostrava Open Challenger 2024 è stato un torneo maschile di tennis professionistico. È stata la 21ª edizione del torneo, facente parte della categoria Challenger 75 nell'ambito dell'ATP Challenger Tour 2024, con un montepremi di 73 000 €. Si è giocato dal 22 al 28 aprile 2024 sui campi in terra rossa del SC Ostrava di Ostrava, in Repubblica Ceca.

## Partecipanti

### Teste di serie
| Nazionalità          | Giocatore      | Ranking* | Testa di serie |
| -------------------- | -------------- | -------- | -------------- |
| Bosnia ed Erzegovina | Damir Džumhur  | 126      | 1              |
| Canada               | Gabriel Diallo | 157      | 2              |
| Ucraina              | Vitaliy Sachko | 181      | 3              |
| Francia              | Benjamin Bonzi | 182      | 4              |
| Francia              | Enzo Couacaud  | 196      | 5              |
| Svezia               | Elias Ymer     | 200      | 6              |
| Portogallo           | Henrique Rocha | 206      | 7              |
| Austria              | Lukas Neumayer | 207      | 8              |

* Ranking al 15 aprile 2024.

### Altri partecipanti
I seguenti giocatori hanno ricevuto una wild card per il tabellone principale:
- Jan Jermář
- Jan Kumstát
- Peter Benjamín Privara

I seguenti giocatori sono passati dalle qualificazioni:
- Dominik Kellovský
- Jelle Sels
- David Pichler
- Norbert Gombos
- Jakub Nicod
- Buvaysar Gadamauri

## Punti e montepremi
| Torneo    | Torneo              | V     | F     | SF    | QF    | 2T    | 1T  | Q | Q2  | Q1  |
| Singolare | Punti               | 75    | 44    | 22    | 12    | 6     | 0   | 4 | 2   | 0   |
| Singolare | Premi in denaro (€) | 9,880 | 5,820 | 3,450 | 2,000 | 1,165 | 720 | – | 360 | 185 |
| Doppio    | Punti               | 75    | 44    | 22    | 12    | –     | 0   | – | –   | –   |
| Doppio    | Premi in denaro (€) | 4,250 | 2,450 | 1,480 | 880   | –     | 500 | – | –   | –   |

## Campioni

### Singolare
Damir Džumhur ha sconfitto in finale  Henri Squire con il punteggio di 6–2, 4–6, 7–5.

### Doppio
Jaime Faria /  Henrique Rocha hanno sconfitto in finale  Jakob Schnaitter /  Mark Wallner con il punteggio di 7–5, 6–3.